# Duché de Gramont
Pour les articles homonymes, voir Gramont et Grammont.

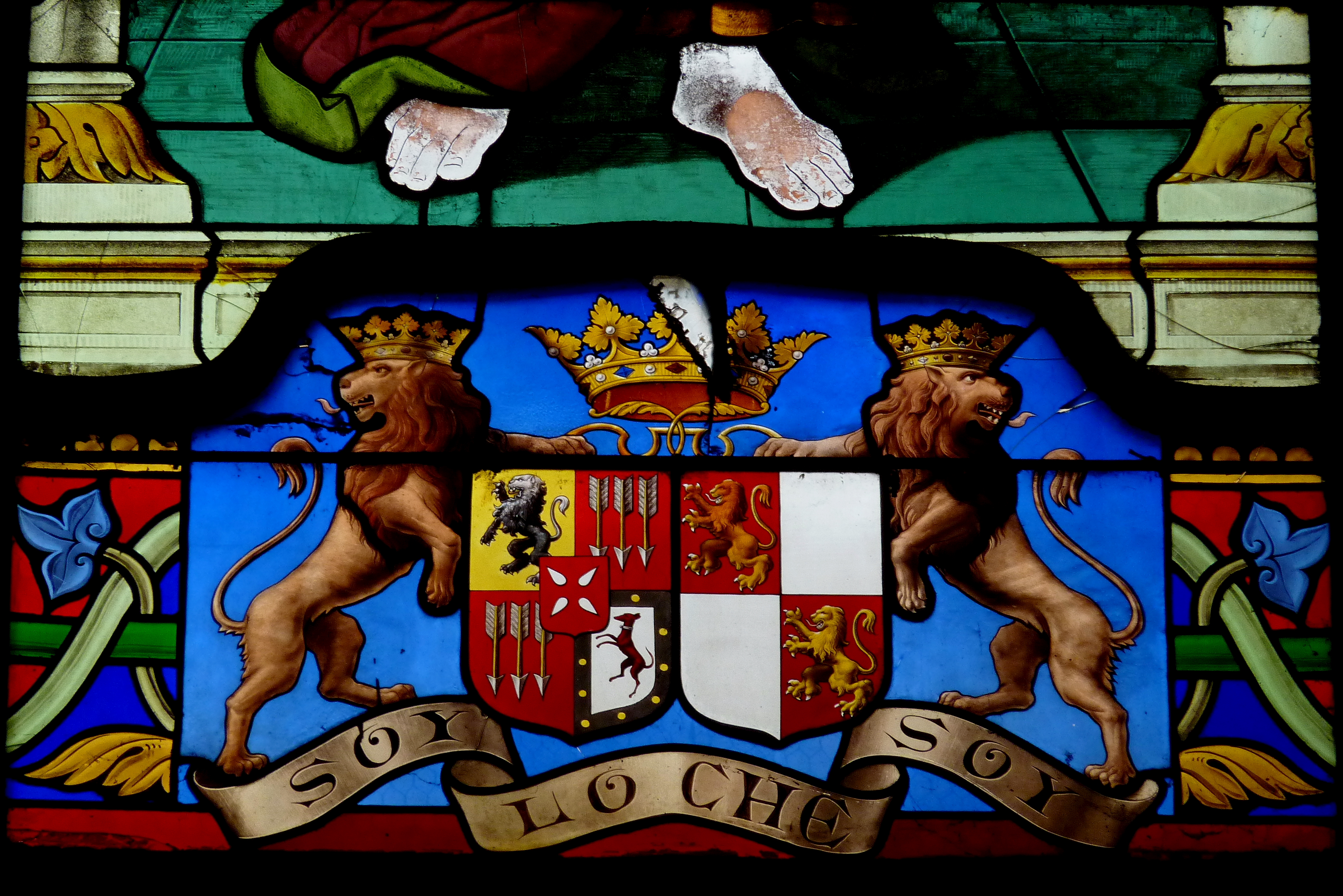
Armoiries d'un duc de Gramont, en l'église de Chevreuse

Le duché-pairie de Gramont est un petit duché situé dans l'actuel département des Pyrénées-Atlantiques, autour du village de Bidache (à une trentaine de kilomètres à l'est de Bayonne, en Agramont) dans le secteur où se rencontrent Basse-Navarre, Labourd, Gascogne et Béarn.

## Création et étendue du duché
Il a été créé par lettres patentes de Louis XIV, roi de France et de Navarre, édictées en novembre 1648 et enregistrées le 15 décembre 1663, faisant suite à l'élévation du comte de Gramont en duc à brevet et pair par lettres patentes du 31 décembre 1643.
Il se compose de dix paroisses : six situées en totalité dans le royaume de France, les paroisses labourdines de Urt, Bardos et Guiche et les paroisses gasconnes de Sames, Léren et Saint-Pé-de-Léren, une située partie en France et partie en Navarre, Came et trois situées en Navarre, Bergouey, Viellenave-sur-Bidouze (aujourd'hui unies en Bergouey-Viellenave) et Escos.
On ne doit pas le confondre avec la souveraineté de Bidache, autre terre sous la juridiction des ducs de Gramont dans le même secteur, dont le territoire se confond exactement avec celui de la petite ville de Bidache, le duché de Gramont étant d'ailleurs formé de deux morceaux séparés par le territoire de la souveraineté.

## La seigneurie de Gramont
Avant de devenir duché, Gramont est une seigneurie féodale qui apparaît dans les archives à partir de 1040. Le château qui lui donne son nom n'est pas l'actuel « château de Gramont » de Bidache mais est situé sur la colline « La Mulari », sur le territoire de Viellenave-sur-Bidouze en Navarre, à la limite de Charritte.

## Le comté de Guiche
Avant d'accéder à la dignité ducale, les Gramont ont obtenu l'érection en comté de leur terre de Guiche, le titre de « comte de Guiche » étant porté par le fils aîné des Gramont. Le comté de Guiche est érigé par le roi Charles IX en 1563 et est composé des paroisses françaises de Bardos, Urt, Sames, Came, Saint-Pé-de-Léren et Briscous.

## Le comté de Gramont
Selon l'Histoire et généalogie de la maison de Gramont publiée en 1874 par Agénor de Gramont, le roi Charles IX aurait également érigé Gramont en comté à la même date. Jean de Jaurgain, avec quelque vraisemblance, considère cette information comme erronée : Gramont étant terre de Navarre ne relève pas du roi de France. Il n'en demeure pas moins que les lettres-patentes érigeant Gramont en duché évoquent la « terre et comté de Gramont ».

## Armorial
| Figure | Nom et blasonnement |
|        | Maison de Gramont D'or, au lion d'azur, armé et lampassé de gueules. Devise: A RESISTENTE CORONOR. |
|        | Antoine II de Gramont (v.1572-1644), comte de Gramont, puis duc de Gramont (1643 - création) et pair de France, souverain de Bidache, comte de Toulougeon, de Guiche et de Louvigny, vicomte d'Asté, baron d'Andouins, de Lescun et d'Hagetmau, Écartelé, au I et IV, de gueules à trois fasce ondées d'or ; aux Iet III, cousu de gueules à trois jumelles d'argent ; sur-le-tout, contre-écartelé : au 1, d'or, au lion d'azur, armé et lampassé de gueules (Gramont) ; au 2, de gueules, à trois flèches d'or, armées et empennées d'argent, 2 et 1, les pointes en bas (Asté); au 3, d'or, à un lévrier de gueules, colleté d'azur, à l'orle de sable, semée de besants d'or (Aure) ; au 4, d'argent à un chef endenté d'azur.                                                   |
|        | Antoine III de Gramont-Touloujon, comte de Guiche, puis de Gramont, puis duc de Gramont (1648 - nouvelle érection pour le fils du précédent) et pair de France, souverain de Bidache et seigneur de Lesparre, comte de Louvigny, vicomte d'Asté, baron d'Andouins et d'Hagetmau, maréchal de France, colonel des Gardes Françaises, Écartelé, au 1, d'or, au lion d'azur, armé et lampassé de gueules (Gramont) ; au 2 et 3, de gueules, à trois flèches d'or, armées et empennées d'argent, 2 et 1, les pointes en bas (Asté); au 4, d'or, à un lévrier de gueules, colleté d'azur, à l'orle de sable, semée de besants d'or (Aure) ; sur-le-tout, contre-écartelé : au I et IV, de gueules à trois fasces ondées d'or ; aux II et III, cousu de gueules à trois jumelles d'argent. |
|        | Antoine IV Charles de Gramont (1641-1720), comte de Louvigny, puis de Guiche, puis duc de Gramont (1678 - fils du précédent) et pair de France, souverain de Bidache et seigneur de Lesparre, baron d'Andouins et d'Hagetmau, Écartelé : au 1, d'or, au lion d'azur, armé et lampassé de gueules (Gramont); aux 2 et 3, de gueules, à trois flèches d'or, armées et empennées d'argent, 2 et 1, les pointes en bas (Asté); au 4, d'argent, à un lévrier de gueules, colleté d'azur, à l'orle de sable, semée de besants d'or (Aure). Sur le tout de gueules à quatre otelles d'argent (Comminges). Cri: DIOS NOS AYUDE!. Devise: DEI GRATIA SUM ID QUOD SUM., |
|        | Philibert de Gramont (1621-1707), « comte » de Gramont, vicomte d'Asté, baron des Angles, seigneur de Séméac, d'Ibos et de Sarouilles, chevalier du Saint-Esprit (reçu le 31 décembre 1688), Écartelé, au I et IV, contre-écartelé : au 1, d'or, au lion d'azur, armé et lampassé de gueules (Gramont) ; au 2, de gueules, à trois flèches d'or, armées et empennées d'argent, 2 et 1, les pointes en bas (Asté); au II et III, d'or à la croix de gueules cantonnée de seize alérions 2 et 2 (Montmorency) ; sur le tout de Comminges. |